# Distretto di Veintisiete de Noviembre
Il distretto di 27 de noviembre è un distretto del Perù appartenente alla provincia di Huaral, nella regione di Lima. È ubicato a nord della capitale peruviana.
Si estende per 204,27 km², a 2611 metri sul livello del mare.
La capitale è Carac.